# Entitled
Albums de Torae
Barrel Brothers
(2014)
Singles
1. Saturday Night
Sortie : 21 septembre 2015

Entitled est le troisième album studio de Torae, sorti le 15 janvier 2016.
L'album s'est classé 23e au Top Heatseekers.

## Liste des titres
| No  | Titre                                                                     | Contient un (des) sample(s) de                                                                                       | Durée |
| --- | ------------------------------------------------------------------------- | --- | ----- |
| 1.  | Introview                                                                 | | 2:28  |
| 2.  | Imperial Sound (featuring Saul Williams – Produit par Praise)             | What's This World Coming To de Formula IV                                                                            | 4:16  |
| 3.  | Get Down (Produit par Pete Rock)                                          | | 3:04  |
| 4.  | Clap Shit Up (featuring Phonte – Produit par Nottz)                       | On to the Next One de Jay-Z featuring Swizz Beatz                                                                    | 3:09  |
| 5.  | Let 'Em Know (Produit par Jahlil Beats)                                   | | 3:40  |
| 6.  | Override (featuring Jarell Perry et Roni Marsalis – Produit par E. Jones) | I Need Love de LL Cool J                                                                                             | 6:34  |
| 7.  | Crown (featuring 3D Na'Tee – Produit par Mr. Porter)                      | | 2:41  |
| 8.  | R.E.A.L. (Produit par Praise)                                             | To the Establishment de Lou Bond                                                                                     | 3:25  |
| 9.  | Coney Island's Finest (Produit par Apollo Brown)                          | | 4:48  |
| 10. | Troubled Times (featuring Mack Wilds – Produit par !llmind)               | The Champ des Mohawks It's All About the Benjamins de Puff Daddy featuring Lil' Kim, The Lox et The Notorious B.I.G. | 3:52  |
| 11. | Together (featuring Kil Ripkin et Shaquawna Shanté – Produit par Praise)  | Together (We Can Make Something Happen) des Individuals Tom Ford de Jay-Z                                            | 3:32  |
| 12. | Entitled (featuring Teedra Moses – Produit par Eric G.)                   | If Leaving Me Is Easy des Isley Brothers                                                                             | 4:32  |
| 13. | The eNd (Produit par Marcnfinit)                                          | Where Will I Go de Brief Encounter (Don't Worry) if There's a Hell Below, We're All Going to Go de Curtis Mayfield   | 2:48  |
| 14. | Shoutro (Produit par Khrysis)                                             | Whole Lot of Love d'Heaven and Earth                                                                                 | 11:39 |

| 15. | Saturday Night (Produit par DJ Premier)                     |                                                         | 3:26 |
| 16. | What's Love (featuring Pharoahe Monch – Produit par Praise) | Ain't Nothing Like the Real Thing des Dynamic Superiors | 4:11 |